# Londen
Londen (Engels: London) is de hoofdstad en grootste stad van zowel Engeland als het Verenigd Koninkrijk.
In de regio Groot-Londen, waarvan de begrenzing vaak gelijk wordt gesteld aan die van de stad Londen, wonen 8,8 miljoen mensen. De Metropoolregio Londen omvat het gehele verstedelijkte gebied wat nog veel verder strekt en heeft 15,1 miljoen inwoners. Tussen 1831 en 1925 was Londen de grootste stad ter wereld.
De stad is, behalve de hoofdstad en de grootste stad van het Verenigd Koninkrijk, ook het politieke, economische en culturele centrum van dat land. Ook in Europa en de wereld vervult ze een belangrijke functie op diverse gebieden: Londen wordt als een van de vier traditionele alfa-wereldsteden beschouwd, samen met Parijs, Tokio en New York. Vooral in de 18e en de 19e eeuw was Londen als hoofdstad van het Britse Rijk het absolute politieke en economische machtscentrum van de wereld.
Londen telt vier plaatsen die op de Werelderfgoedlijst van de UNESCO staan: de Tower of London, de historische nederzetting van Greenwich, de Kew Gardens, en een gezamenlijke inschrijving bestaande uit het Palace of Westminster, Westminster Abbey en Saint Margaret's Church.

## Geschiedenis

Londinium omstreeks 400 n.Chr.

### Prehistorie en oudheid
Volgens de middeleeuwse mythologie van Geoffrey van Monmouth werd Londen gesticht door Brutus van Troje en stond bekend als Troia Nova, dat verbasterd werd tot Trinovantum. Koning Lud zou de stad hebben omgedoopt in Caer Ludein, de oorsprong van de naam "Londen". Geoffrey voorziet het voorhistorische Londen van een rijke tooi van legendarische koningen en interessante verhalen, die eveneens in zijn Historia regum Britanniae worden beschreven. Archeologen hebben echter, behalve tekenen van landbouw en resten van bewoning, geen bewijs gevonden van een voorhistorische of Britse stad.
Gedurende de prehistorie was Londen een landbouwgebied. In dit gebied waren de handelsposten Egham en Brentford gevestigd. Deze twee plaatsen zijn niet uitgegroeid tot steden, mede vanwege een gebrek aan communicatiemogelijkheden. Belangrijke vondsten, zoals het Schild van Battersea, dat in de Theems bij Chelsea werd gevonden, doen wel vermoeden dat het gebied belangrijk was.
Rond het jaar 50, onder de Romeinse keizer Claudius, werd de stad als Londinium gesticht op de noordoever van de Theems. Het was de hoofdstad van de Romeinse provincie Britannia. Waarschijnlijk werd al in de tweede eeuw een brug over de rivier gebouwd. Nadat de stad in 61, door troepen van Boudicca, geheel verwoest werd, groeide zij uit tot een van de grootste steden van het Romeinse Rijk. Na het vertrek van de Romeinen in 410 raakte de stad in verval.

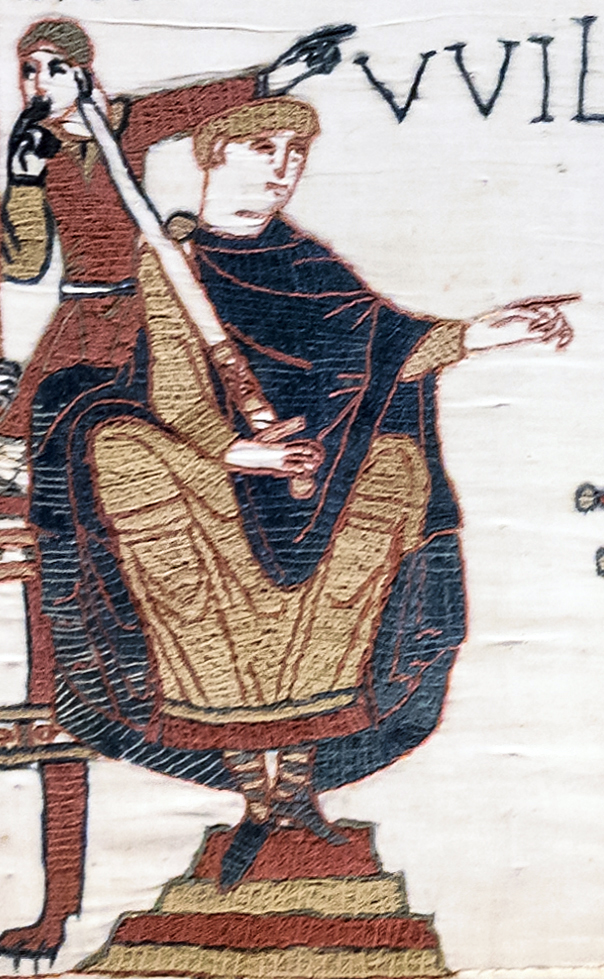
Willem de Veroveraar op het Tapijt van Bayeux

### Middeleeuwen
Angelsaksische koningen heersten over Engeland na het vertrek van de Romeinen. De stad werd regelmatig geplunderd door Vikingen. Alfred de Grote versloeg de Vikingen na een reeks van veldslagen. Zo kon de stad weer tot bloei komen.
De Normandiër Willem de Veroveraar trof, na zijn verovering in 1066 (zie Slag bij Hastings), een welvarende stad aan. Na zijn overwinning verwoestte het leger van Willem een groot gedeelte van het land in een poging de Engelsen te onderwerpen, maar hij ontweek Londen. Hij wachtte bij Berkhamsted totdat de officials van de stad hem als koning zouden erkennen. De Londenaren stemden snel in met zijn voorstel en zodoende werd Londen de hoofdstad van het gebied dat in handen was van Willem.
Londen groeide verder in welvaart en inwonertal tijdens de middeleeuwen. De stad had in 1100 ongeveer 40.000 inwoners, in 1300 waren dat er al bijna 100.000. Londen wist zich dankzij zijn rijkdom steeds zelfstandiger te maken van de koningen. Tegen betaling verkreeg het verschillende vrijheden en privileges. Zo kreeg de stad in 1194 van Richard Leeuwenhart het statuut dat een bestuur van mayor (burgemeester) en aldermen (wethouders) handhaafde. Dit werd bevestigd in een nieuw handvest van 1199. In 1215 moest Jan zonder Land nieuwe privileges toestaan, als gevolg van de bepalingen in de Magna Carta.
Geleidelijk verwierf de City zoveel zelfbestuur, dat geen enkele ambtenaar van de koning er toegang had en de koning zelf alleen na toestemming. De macht was in handen van de kooplieden, die zich hadden verenigd in corporaties. Ook buitenlandse kooplieden vestigden zich in de stad, Florentijnen, Genuezen, Venetianen en vooral Hanzekooplui, die sinds 1157 hun kantoor hadden in Steel Yard. Tijdens de Rozenoorlog was Londen neutraal, waardoor het van zowel het huis Lancaster als van hun tegenstanders van het huis York privileges kreeg. In 1381 werd de stad geplunderd door opstandige boeren onder Wat Tyler.

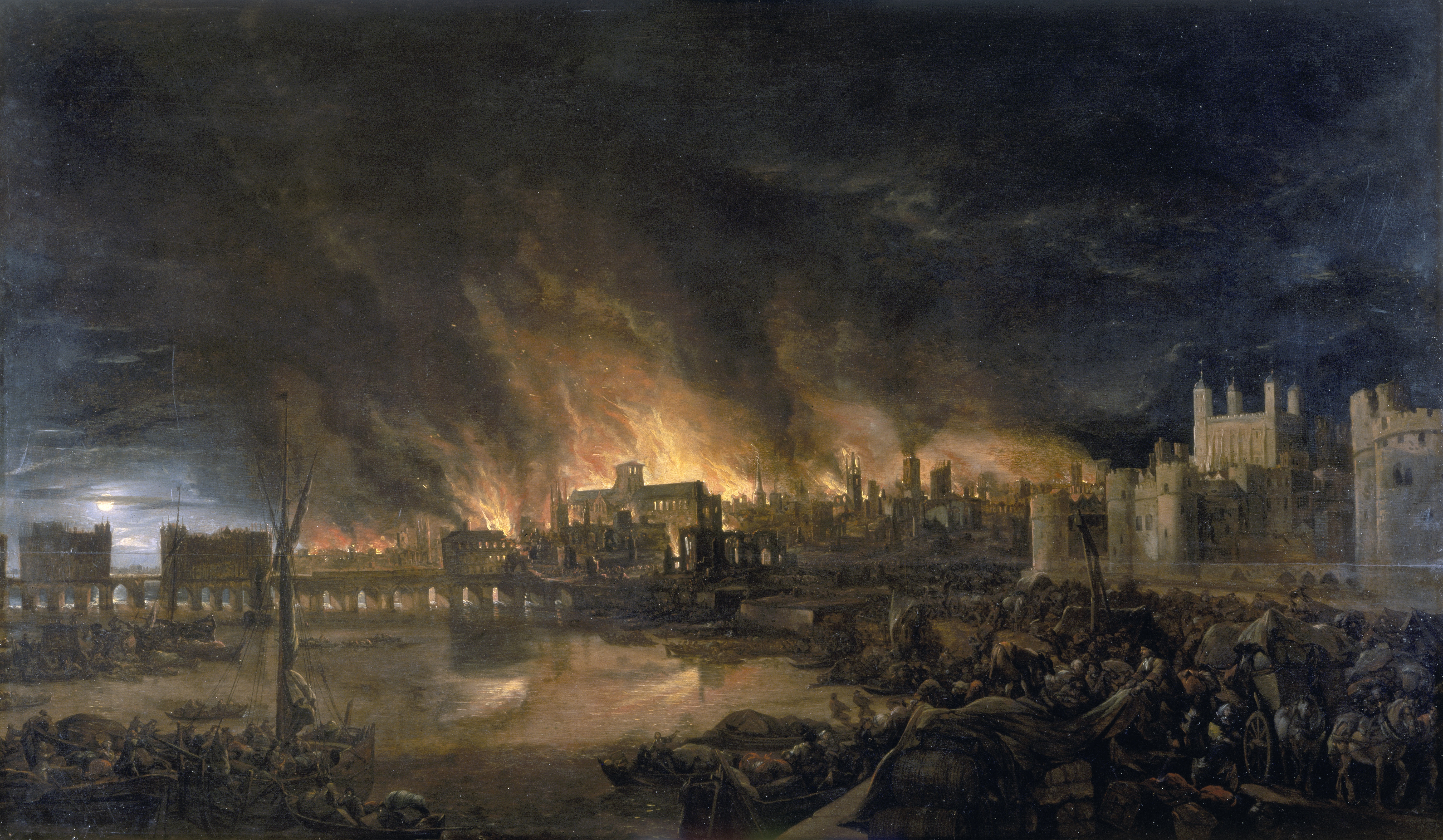
De grote brand in 1666 richtte de stad veel schade aan

### Nieuwe Tijd
Londen werd al vroeg een financieel en handelscentrum: in 1565 werd de Royal Exchange gesticht, de eerste beurs van de stad. Twee rampen troffen Londen kort na elkaar: in 1665 was er een grote pestepidemie, die ongeveer 100.000 slachtoffers eiste, en in 1666 de grote brand van Londen, die van 2 tot 5 september woedde en een groot deel van de City verwoestte. Hierbij ging ook St Paul's Cathedral in vlammen op. Tegelijkertijd was de Tweede Engels-Nederlandse Oorlog aan de gang.
Sir Christopher Wren speelde een grote rol bij de stedenbouwkundige planning en wederopbouw na de Grote Brand. Zo ontwierp hij de nieuwe St Paul's Cathedral en het herdenkingsmonument van de Grote Brand, eenvoudigweg 'The Monument' geheten. Wren voerde ook enkele verbouwingen uit aan het Palace of Whitehall alvorens het complex afbrandde in 1698.
Aan het einde van de zeventiende eeuw stichtte koning Willem III, met behulp van Nederlands kapitaal, de Bank of England, gevestigd in Threadneedle Street.
In de achttiende eeuw was Londen een zeer welvarende stad. Het had van Amsterdam de rol van financieel wereldcentrum overgenomen. In 1851 en in 1862, tijdens het victoriaanse tijdperk, werden er wereldtentoonstellingen georganiseerd.
In de tweede helft van de 19e eeuw werd in de stad een grootschalig rioolstelsel aangelegd, onder leiding van Sir Joseph Bazalgette. Hiermee was Londen de eerste stad ter wereld die op deze manier de levensstandaard en gezondheid van de bevolking aanzienlijk verbeterde.
Tijdens de Tweede Wereldoorlog werd Londen zwaar getroffen door Duitse bombardementen, waarbij ongeveer 20.000 doden vielen. Londen was het zenuwcentrum van de verdediging tegen de dreiging van de asmogendheden. Vanuit de Cabinet War Rooms leidde premier Winston Churchill het rijk. Vanuit een bunker onder het metrostation Goodge Street leidde Dwight Eisenhower operatie Overlord en de invasie van het vasteland van Europa.

### Na de Tweede Wereldoorlog

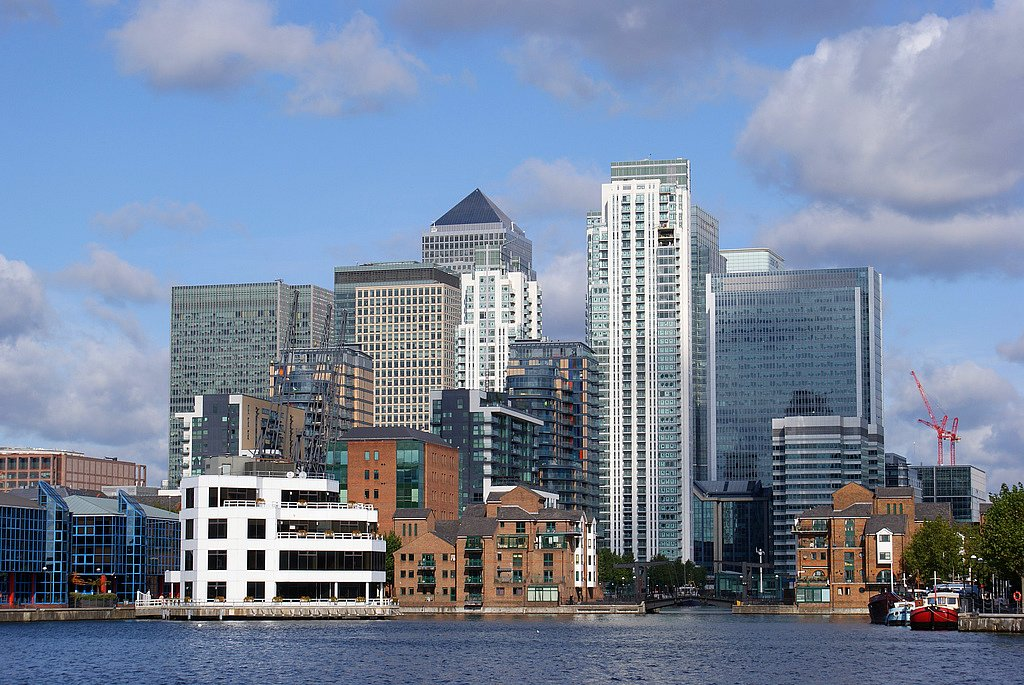
Canary Wharf in de Docklands

Enkele malen (in 1952 en 1962) is Londen ernstig bedreigd door overstromingen (de stad zakt met een snelheid van 30 cm per eeuw), wat de aanleg van de imposante Thames Barrier (1977–1982) bij Woolwich in de Theems noodzakelijk maakte.
Door de jaren heen is de stad als een inktvlek in alle richtingen gegroeid en slokte vele kleine stadjes en dorpen op. De groei naar buiten toe wordt wat afgeremd door de instelling van een groengordel. De ontwikkeling concentreert zich in een opwaardering van de oude havengebieden, de Docklands.
Londen is vanwege zijn status als wereldstad en als hoofdstad van het Verenigd Koninkrijk regelmatig het doelwit geweest van terrorisme. In 1939 en 1940 en tussen 1973 en 2001 werd door de Provisional Irish Republican Army een groot aantal bomaanslagen gepleegd. De zwaarste aanslagen waren echter een serie terroristische bomaanslagen op 7 juli 2005. Bij explosies in drie verschillende metrostellen vielen 39 slachtoffers. Ook een bus werd opgeblazen, daar vielen 13 doden. Twee weken later mislukte een serie soortgelijke aanslagen. Een nieuwe aanslag met twee bomauto's op vrijdag 29 juni 2007 werd ternauwernood voorkomen.
In het begin van de 21ste eeuw oefent de stad een aantrekkingskracht uit op zowel (Russische) miljardairs als (illegale) immigranten. Als gevolg van gestegen huurprijzen en bezuinigingen op de uitkeringen stijgt het aantal mensen dat op straat slaapt.

## Geografie

### Topografie

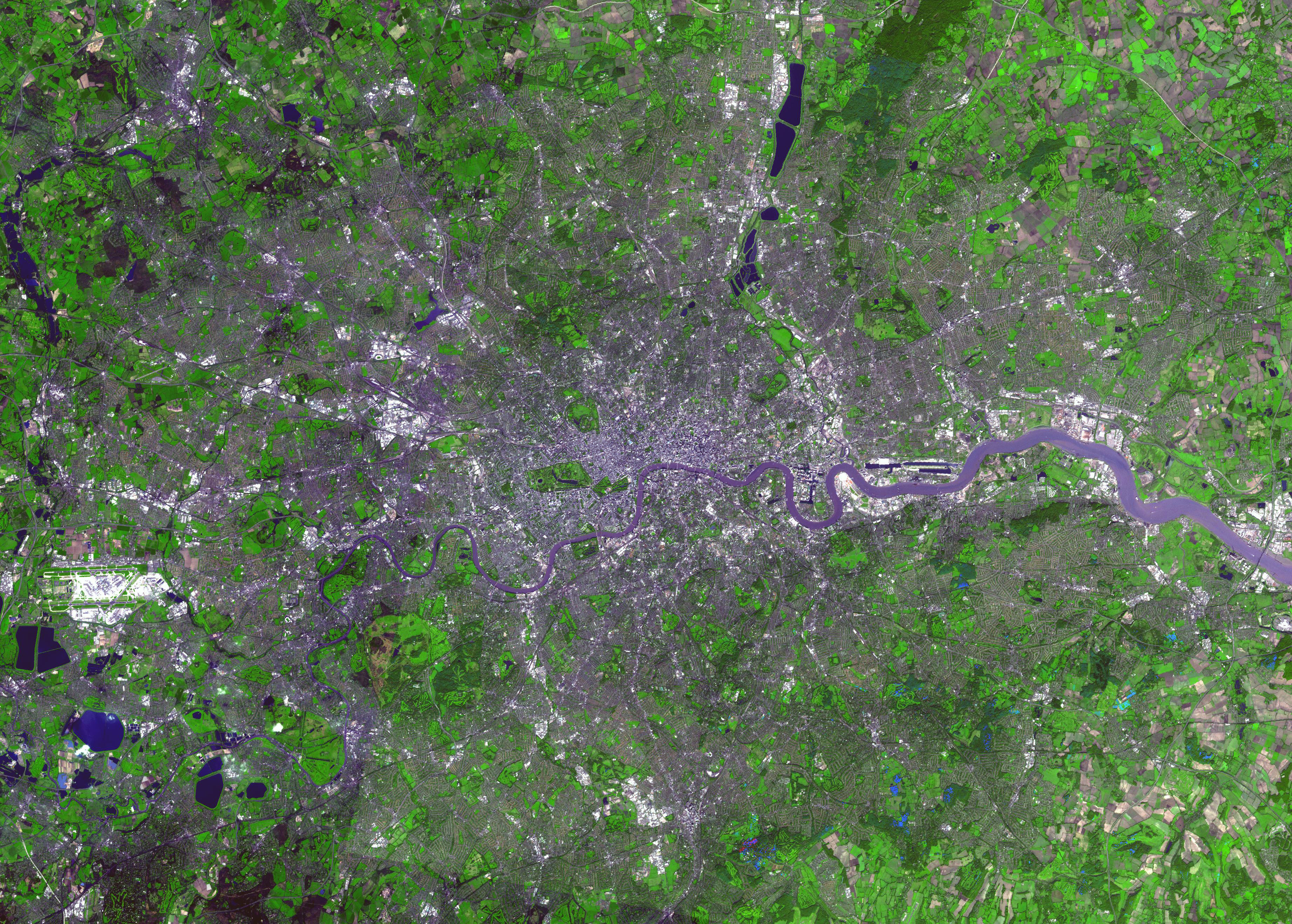
Satellietfoto van Londen

De miljoenenstad Londen, of Groot-Londen, ligt in het zuidoosten van Engeland. Groot-Londen heeft een oppervlakte van 1,572 km².
De stad wordt ruwweg van west naar oost doorsneden door de rivier de Theems. De riviervlakte waar de Theems door stroomt is de Thames Valley. Ooit was deze rivier veel breder en ondieper dan zij nu is en werd ze begrensd door drasland; ter hoogte van de London Bridge was sprake van getijdenwerking en bij hoogtij kon het water tot wel een kilometer breed worden, ongeveer vijf keer zo breed als nu. Met de aanleg van de grootste Thames Embankment vanaf 1862 werd de breedte van de rivier sterk beperkt, werd bijna 9 hectare land aangewonnen en konden een riool, een metrolijn en wegen aangelegd worden. Nog altijd vormt de getijdenwerking van de rivier een bedreiging voor Londen, al moet de Thames Barrier, een waterkering in de Theems in het oosten van Londen, de komende decennia voldoende bescherming bieden.
Het hoogste natuurlijke punt in Londen is Westerham Heights met een hoogte van 245 meter. Westerham Heights ligt in de borough Bromley in Outer London, de buitenring van Groot-Londen. De acht hoogste natuurlijke punten van de stad liggen allemaal in Outer London. Het hoogste punt van Inner London, het centrale deel van Groot-Londen, is Hampstead Heath in de borough Camden met een hoogte van 134 meter.
De City of London is de historische stadskern; die wordt meestal alleen de City genoemd. De City is vooral bekend door het grote aantal financiële instellingen, dat er is gevestigd. Het gebied is slechts 2,6 km² groot en wordt ook wel de square mile genoemd. De City heeft ongeveer 7000 inwoners.

### Bestuurlijke indeling
Londen bestaat uit dertien boroughs (deelgemeenten) van Inner London: de City of London en twaalf direct omliggende boroughs, omringd door Outer London in Greater London (de stad als geheel). De boroughs zelf zijn ook weer opgedeeld in verschillende wijken. De stad kent in totaal 32 bestuurlijke eenheden.
De City of London is geen borough, maar een ceremonieel graafschap. De City of London heeft daarnaast de status van stad, net als de City of Westminster.

### Klimaat
Londen heeft een gematigd zeeklimaat. Relatief gezien komen regen en sneeuw niet veel voor. Waarschijnlijk heeft dit te maken met het hitte-eilandeffect. Toch kent men in Londen wel sneeuwval, zoals tijdens de sneeuwstorm van februari 2009.
| Maand | jan   | feb  | mrt  | apr  | mei  | jun  | jul  | aug  | sep  | okt  | nov  | dec   | Jaar  |
| --- | ----- | ---- | ---- | ---- | ---- | ---- | ---- | ---- | ---- | ---- | ---- | ----- | ----- |
| Hoogste maximum (°C)                                                                                            | 15    | 19   | 21   | 29   | 32   | 35   | 35   | 38   | 35   | 28   | 21   | 15    | 38    |
| Gemiddeld maximum (°C)                                                                                          | 8,1   | 8,6  | 11,6 | 14,6 | 18,1 | 21,0 | 23,4 | 23,1 | 20,0 | 15,5 | 11,3 | 8,4   | 15,3  |
| Gemiddeld minimum (°C)                                                                                          | 3,1   | 2,7  | 4,6  | 5,9  | 8,9  | 11,8 | 13,7 | 13,8 | 11,4 | 8,8  | 5,8  | 3,4   | 7,8   |
| Laagste minimum (°C)                                                                                            | −21,1 | −9   | −8   | −2   | −1   | 5    | 7    | 6    | 3    | −4   | −5   | −21,1 | −21,1 |
| |       |      |      |      |      |      |      |      |      |      |      |       |       |
| Neerslag (mm)                                                                                                   | 41,6  | 36,3 | 40,3 | 40,1 | 44,9 | 47,4 | 34,6 | 54,3 | 51,0 | 61,1 | 57,5 | 48,4  | 557,4 |
| Bron: World Metereological Organization voor de extremen en metoffice.gov.uk voor de gemiddelden en de neerslag |       |      |      |      |      |      |      |      |      |      |      |       |       |

## Demografie

### Bevolkingssamenstelling
In een grote stad als Londen is de bevolkingssamenstelling zeer divers. In de stad wonen meer dan 100 verschillende nationaliteiten en er worden meer dan 300 talen gesproken. Van alle inwoners van Londen is 32% buiten het Verenigd Koninkrijk geboren, van de inwoners van Inner London zelfs 39%.
69,4 procent van de 7,5 miljoen inwoners zijn blank. De grootste groep immigranten in Londen zijn Indiërs (6,5%), gevolgd door Bengalen en Pakistanen (beide 2,3%).
In de tabel van de bevolking naar het land van herkomst is te zien dat veel etnische groepen afkomstig zijn uit het voormalige Britse Rijk.

### Ontwikkeling van het inwonertal
Uit de tabel, die de ontwikkeling van de bevolking aangeeft, valt op te maken dat het inwonertal sinds 1939 is afgenomen. De laatste jaren neemt het inwonertal weer toe.
| Jaar | Inwoners       |
| ---- | -------------- |
| 500  | <5000          |
| 1066 | 5000-40.000    |
| 1300 | 50.000-100.000 |
| 1600 | 200.000        |
| 1650 | 350.000        |
| 1700 | 700.000        |
| 1801 | 958.863        |
| 1821 | 1.378.947      |
| 1861 | 2.803.989      |
| 1881 | 4.776.661*     |
| 1891 | 5.633.332      |
| 1899 | 6.528.434      |
| 1939 | 8.615.245      |
| 1951 | 8.196.978      |

| Jaar | Inwoners  |
| ---- | --------- |
| 1961 | 7.992.616 |
| 1971 | 7.452.520 |
| 1981 | 6.805.000 |
| 1991 | 6.829.300 |
| 2001 | 7.322.400 |
| 2002 | 7.361.600 |
| 2003 | 7.364.100 |
| 2004 | 7.389.100 |
| 2005 | 7.456.100 |
| 2006 | 7.512.400 |
| 2007 | 7.556.900 |

* Vanaf 1881 geldt het inwonertal voor Groot-Londen.

### Religie

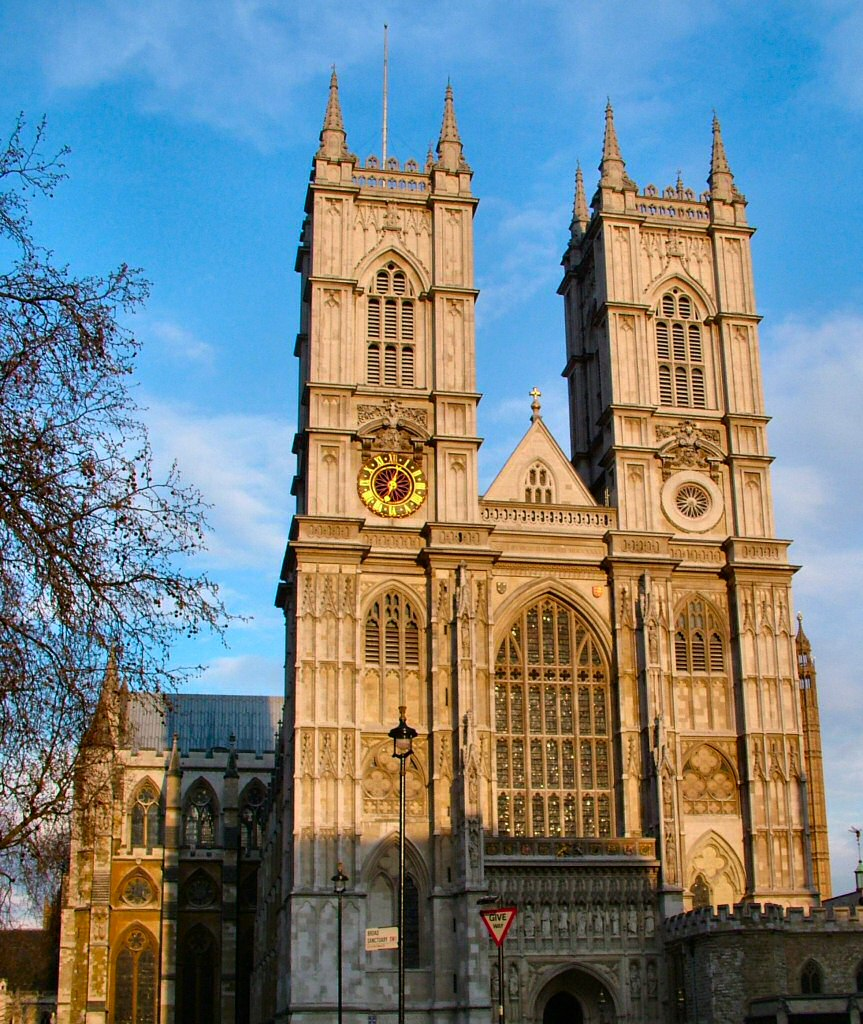
Westminster Abbey

58,2% van de Londenaren noemt zichzelf christen. 15,8% van de Londenaren zegt dat ze niet gelovig zijn. Andere grote religieuze groeperingen in Londen zijn moslims (8,5%), hindoes (4,1%), joden (2,1%), sikhs (1,5%), boeddhisten (0,8%), paganisten (0,3%) en overige (0,2%). 8,7% heeft bij de volkstelling van 2001 geen antwoord gegeven op de vraag welk geloof zij aanhangen.

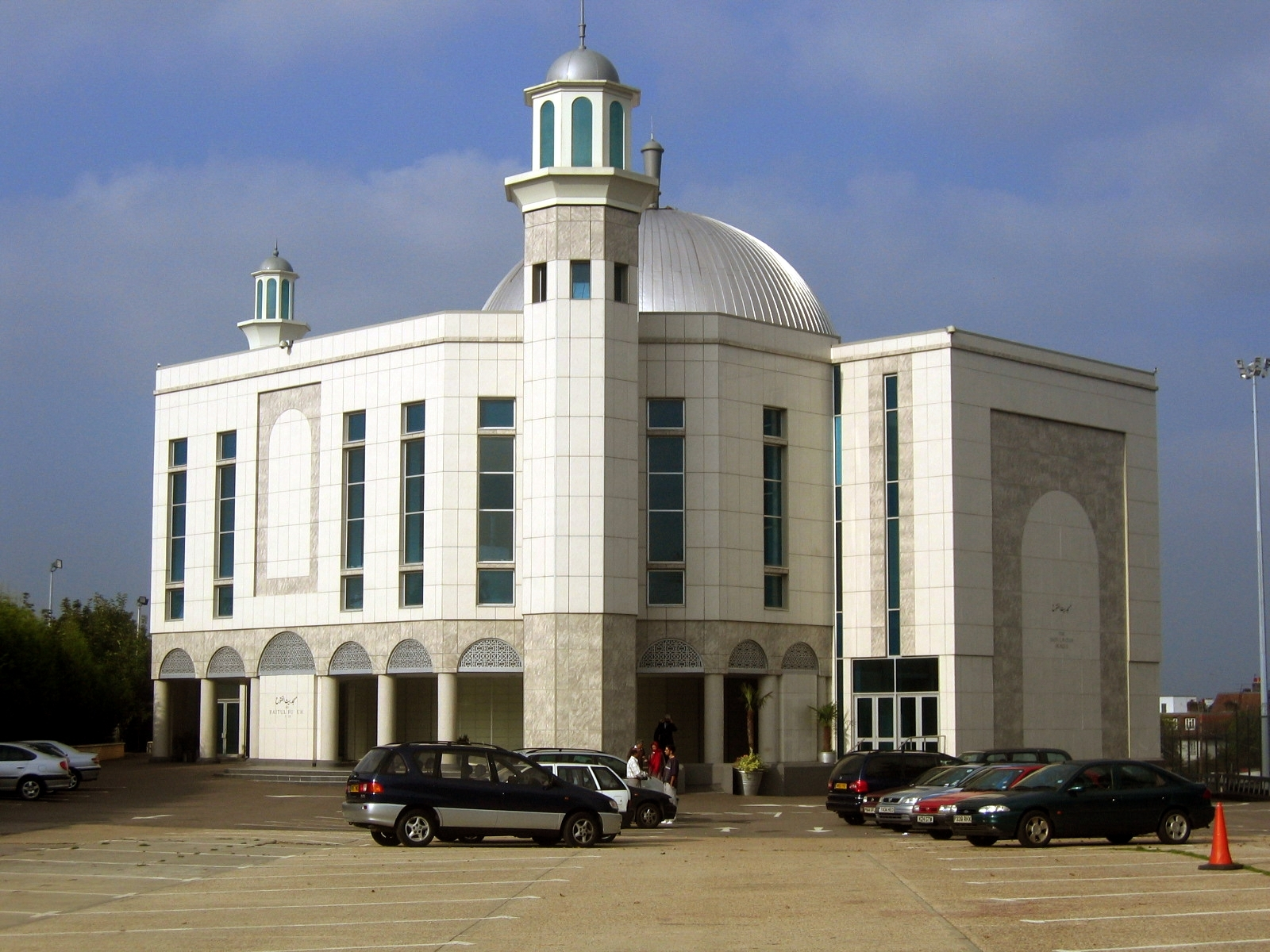
De Bait-ul-Futuh-moskee

In Londen staat een groot aantal kerken, waarvan enkele wereldberoemd zijn. Zo worden de koningen van Engeland allen gekroond in Westminster Abbey. Koning Harold II Godwinson was in 1066 de eerste vorst die er werd gekroond. Op de eerste kerstdag van datzelfde jaar werd Willem de Veroveraar hier al gekroond als zijn opvolger. Ook alle daaropvolgende Engelse vorsten werden hier gekroond, behalve Eduard V en Eduard VIII, die niet werden gekroond. De aartsbisschop van Canterbury leidt traditioneel deze ceremonie, hoewel Harold en Willem werden gekroond door de aartsbisschop van York.
St Paul's Cathedral is de grootste kerk van de stad. De kerk is de zetel van de bisschop van Londen. In deze kerk vond het huwelijk plaats tussen (destijds) kroonprins Charles en lady Diana Spencer. Andere bekende kerken in Londen zijn All Hallows-by-the-Tower, All Souls, Brompton Oratory, Southwark Cathedral, St Martin-in-the-Fields, Temple Church, Westminster Cathedral, St Paul's Covent Garden en St Mary-le-Strand. Zie ook de lijst van kerken in Londen. 
In Tower Hamlets en Newham wonen veel moslims. De belangrijkste moskeeën zijn de London Central Mosque en de Bait-ul-Futuh-moskee. Hindoes wonen vooral in Harrow en Brent, terwijl de Sikhgemeenschappen vooral in Oost- en West-Londen wonen.

## Bestuur

### Lokale overheid

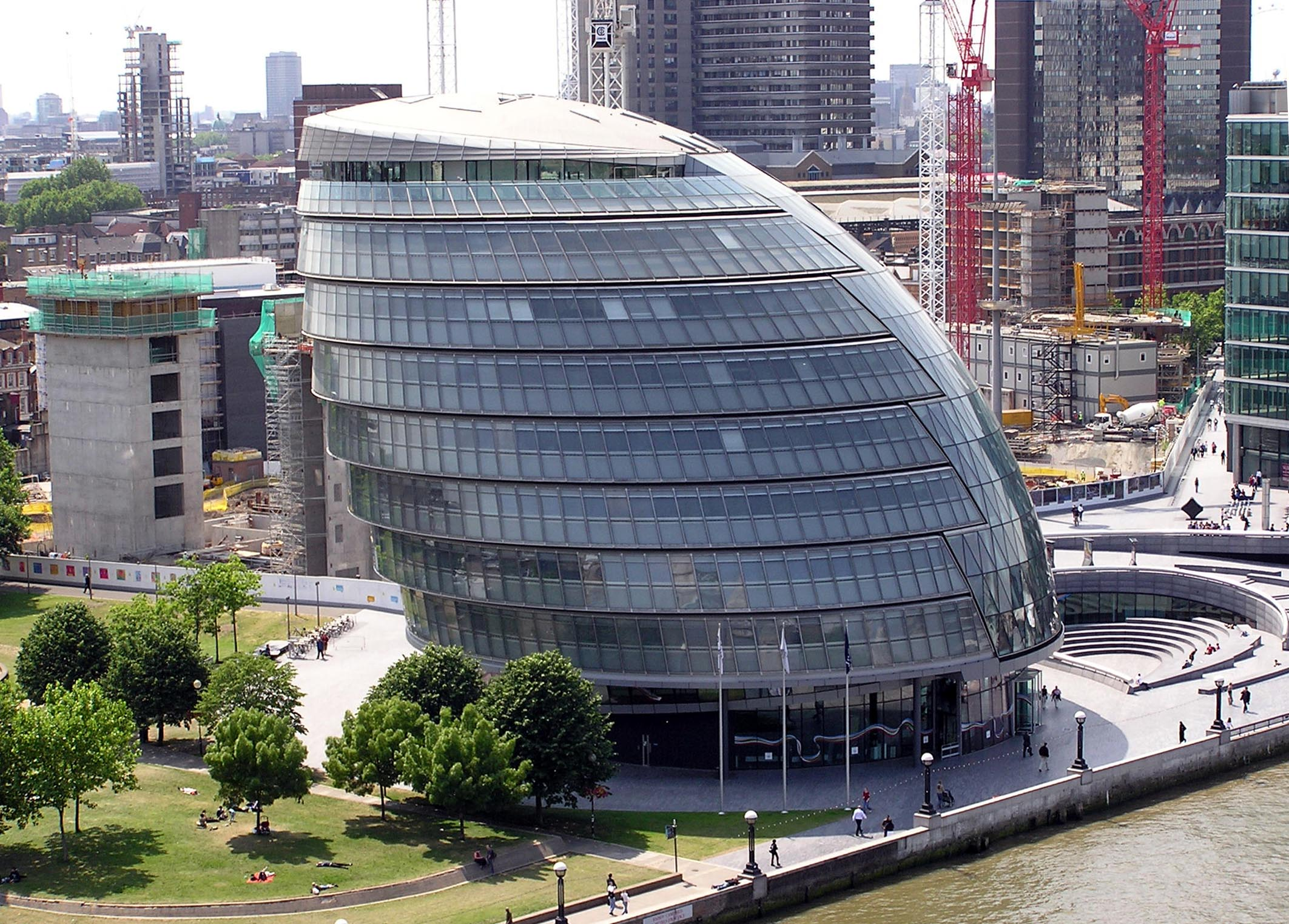
City Hall, het voormalige stadhuis van Londen (in gebruik tot eind 2021), gelegen aan de Theems

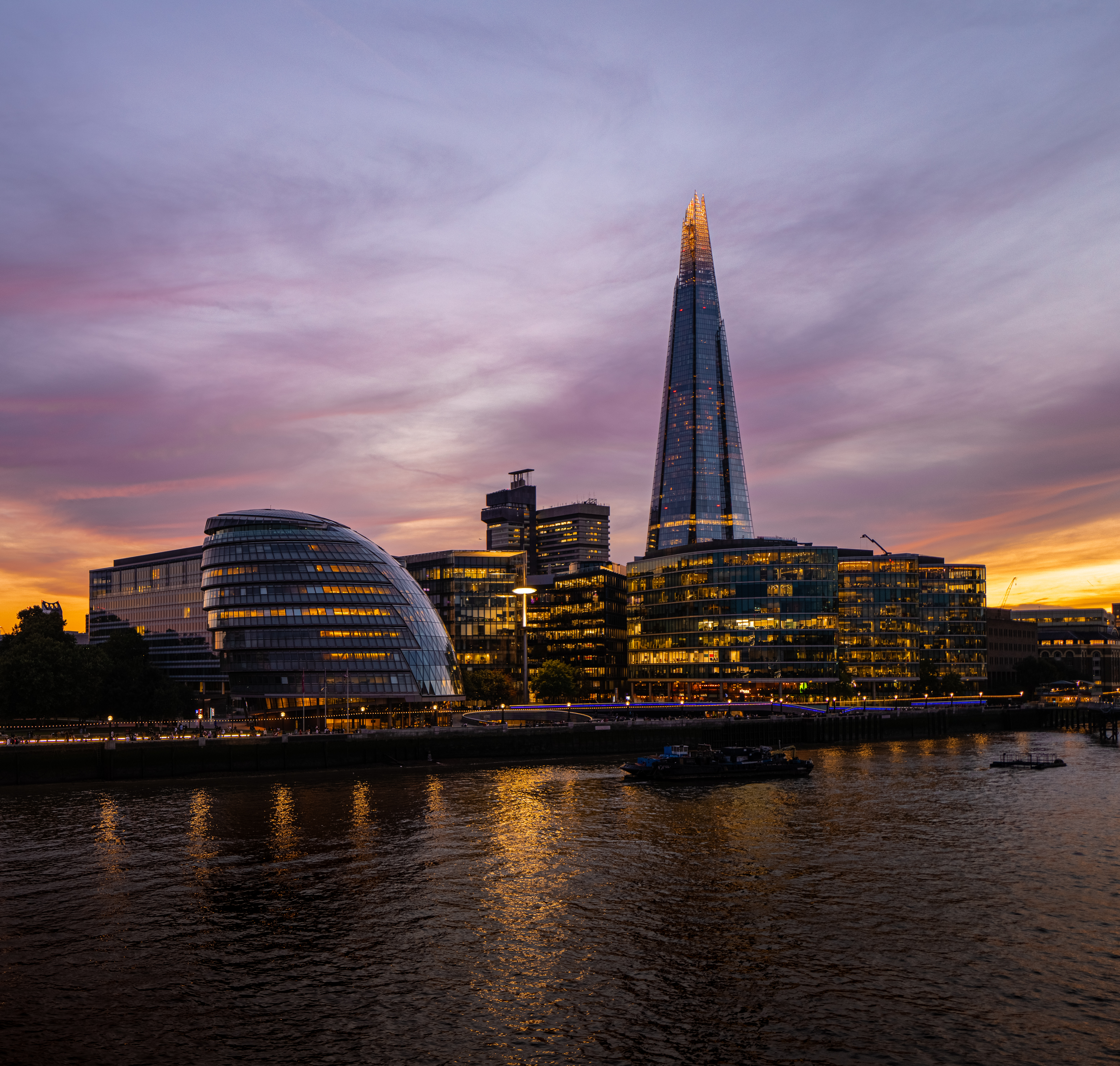
City Hall en The Shard, Europa's hoogste wolkenkrabber

Het lokale bestuur van Londen is opgedeeld in twee niveaus. Het hoogste niveau wordt gevormd door de Greater London Authority (GLA), dat zelf ook weer bestaat uit twee, gekozen, onderdelen: de burgemeester van Londen, die de uitvoerende macht in handen heeft, en de London Assembly, die het beleid van de burgemeester kan onderzoeken en zijn begrotingsvoorstellen kan goedkeuren of afwijzen. Beide onderdelen hebben de moderne City Hall langs de Theems als hoofdkantoor, tot eind 2021. Sindsdien is de GLA in Newham gezeteld. Het huidige systeem bestaat pas sinds 2000; voor dat jaar werd de overheid gevormd door de in 1986 afgeschafte Greater London Council. Hierdoor bestaat de titel van burgemeester van Londen pas sinds 2000. Bij de verkiezingen voor het burgemeesterschap van Londen op 5 mei 2016 werd Sadiq Khan van de Labour Party verkozen tot burgemeester van Londen. Hij volgt hiermee conservatief Boris Johnson op die op zijn beurt in 2008 Ken Livingstone na twee termijnen opvolgde.
Het lagere niveau van het Londense lokale bestuur wordt gevormd door 33 plaatselijke overheden: de raden van de 32 Londense boroughs, en de City of London Corporation. De City heeft een eigen burgemeester, ook wel de Lord Mayor (of the City of London) genoemd. Deze 33 plaatselijke overheden hebben de verantwoordelijkheid over lokale zaken als onderwijs, sociale voorzieningen, afvalinzameling en de lokale infrastructuur.
De Metropolitan Police Service is verantwoordelijk voor de veiligheid in Groot-Londen, uitgezonderd voor de City of Londen, en staat onder toezicht van de Metropolitan Police Authority. De City heeft een eigen politie, de City of London Police. Voor de veiligheid in de National Rail en de Underground, de metro van Londen, wordt gezorgd door de British Transport Police. De London Fire Brigade, de brandweer in Londen, is actief in heel Groot-Londen, inclusief de City, en behoort tot de grootste brandweerkorpsen ter wereld. De ambulancedienst van Londen is de London Ambulance Service NHS Trust. Her Majesty's Coastguard en de Royal National Lifeboat Institution zijn beide actief als reddingdienst op de Theems.

### Nationale overheid
Londen heeft, als hoofdstad van het Verenigd Koninkrijk, een belangrijke functie in het nationale bestuur. Het Britse parlement zetelt in het Palace of Westminster, beter bekend onder de naam Houses of Parliament. In de omgeving van het Palace of Westminster, met name aan de straat Whitehall, ligt nog een aantal andere belangrijke overheidsgebouwen, waaronder het hoofdkantoor van het Ministerie van Defensie, het Ministerie van Gezondheid en het Ministerie van Werk en Pensioenen. De ambtswoning van de Britse premier bevindt zich aan 10 Downing Street, een zijstraat van Whitehall. Dit adres heeft de status van eigennaam verworven.

## Stadsbeeld

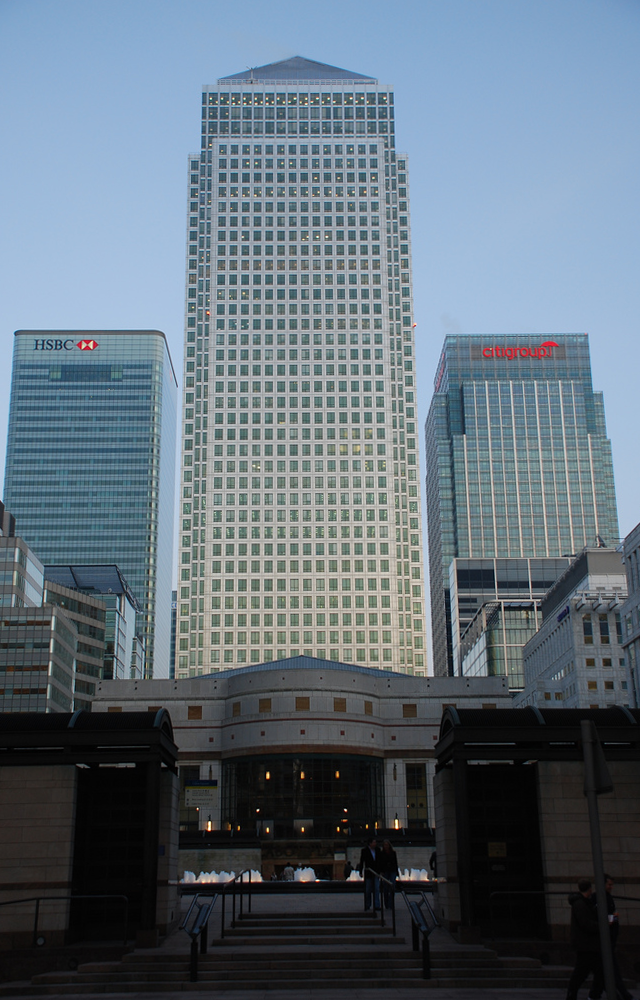
One Canada Square

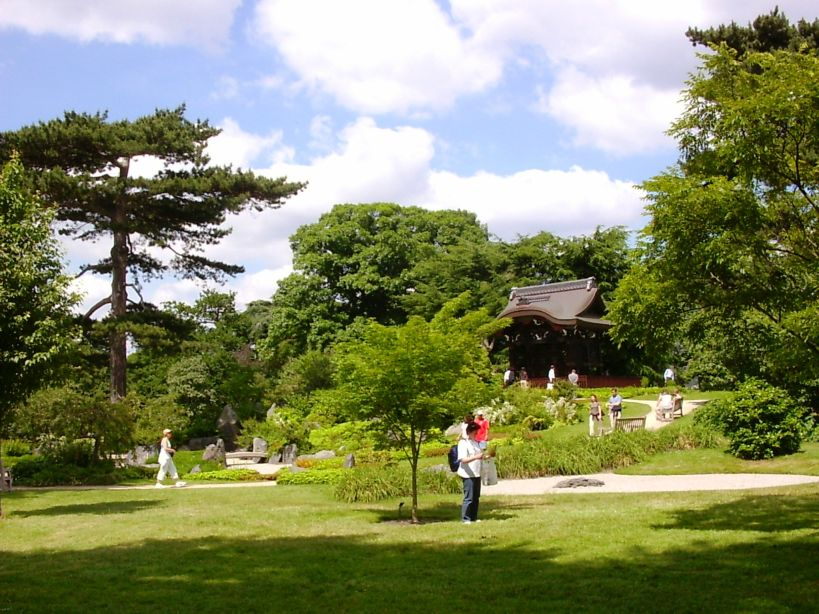
Kew Gardens

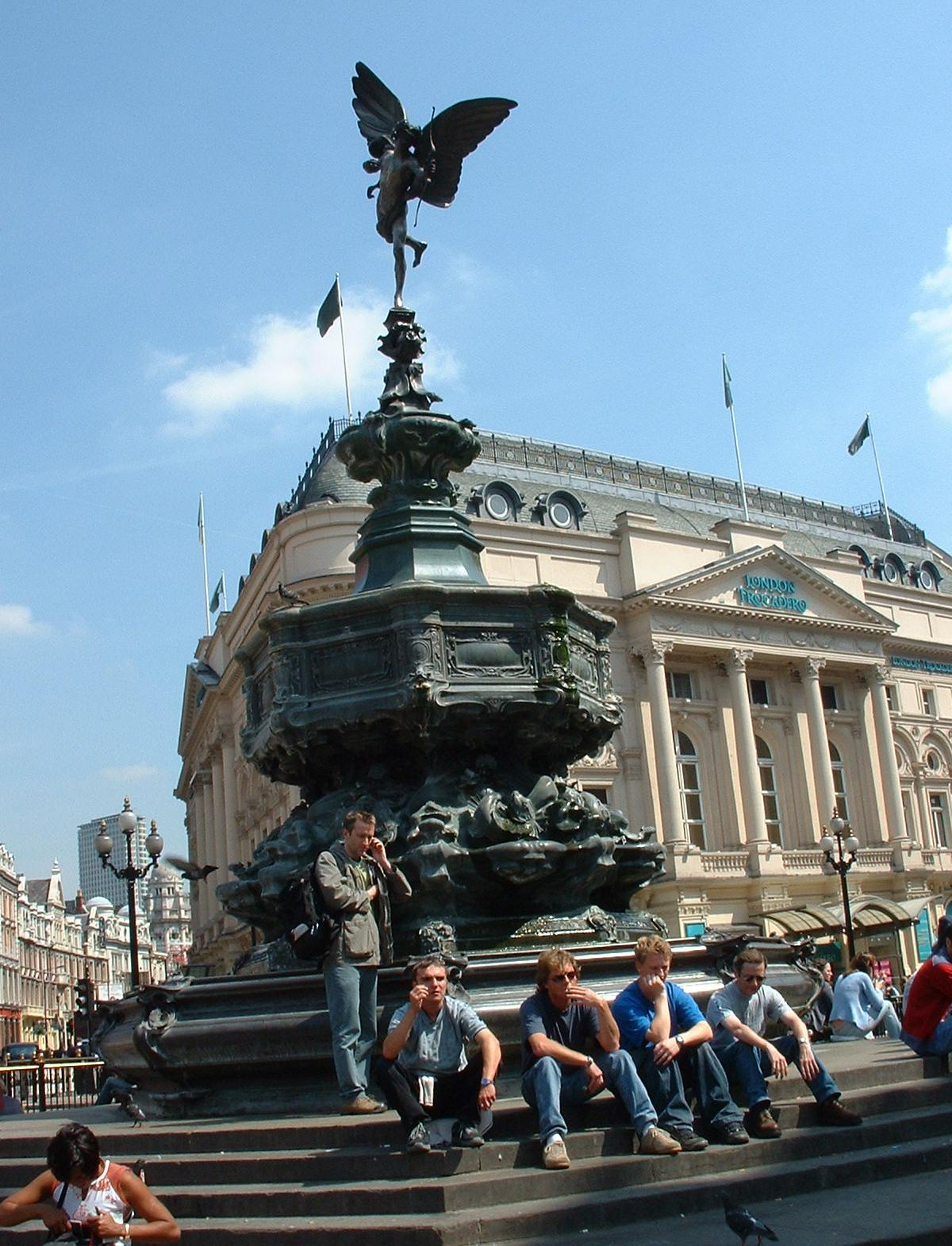
De Eros-fontein

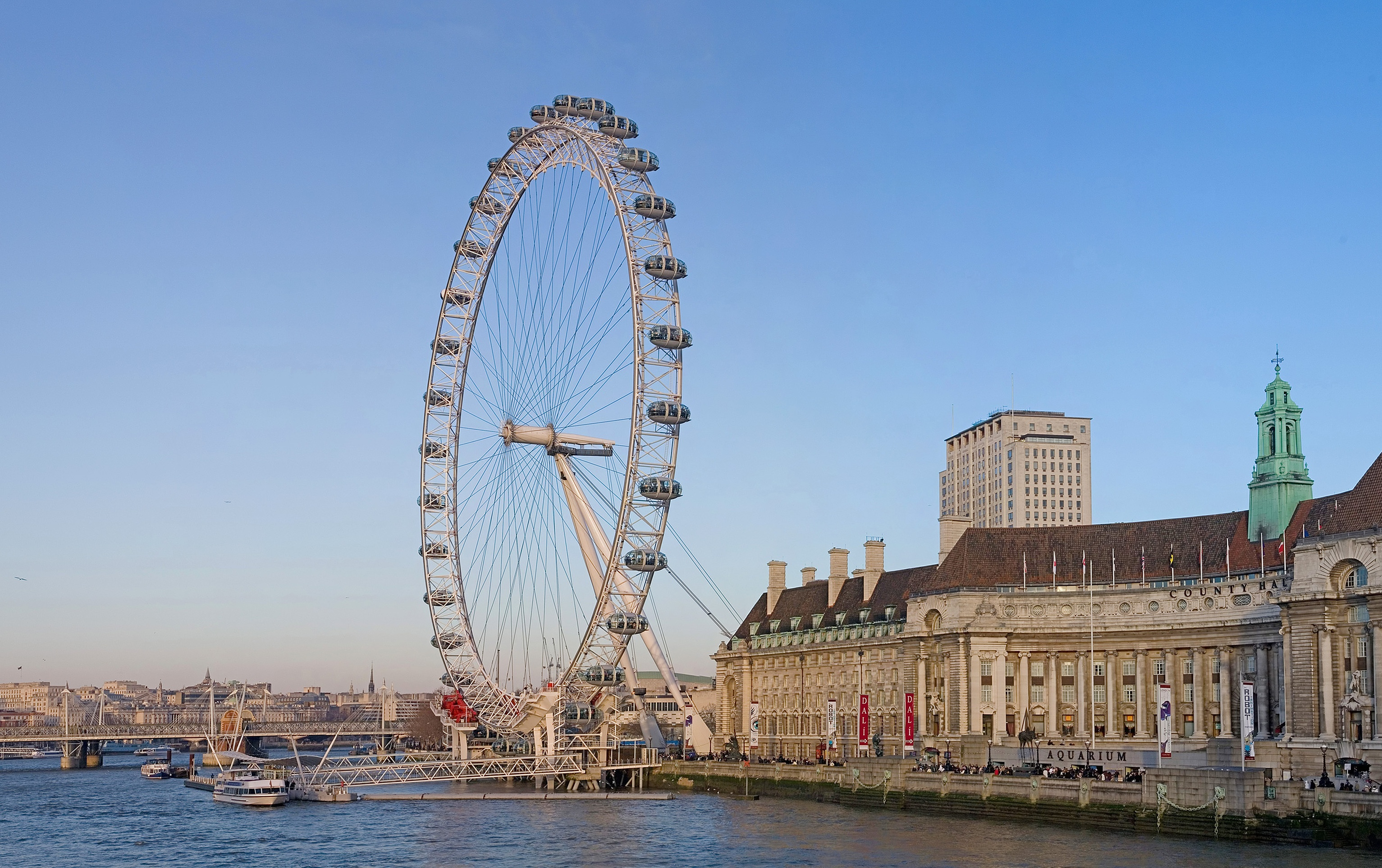
Het London Eye

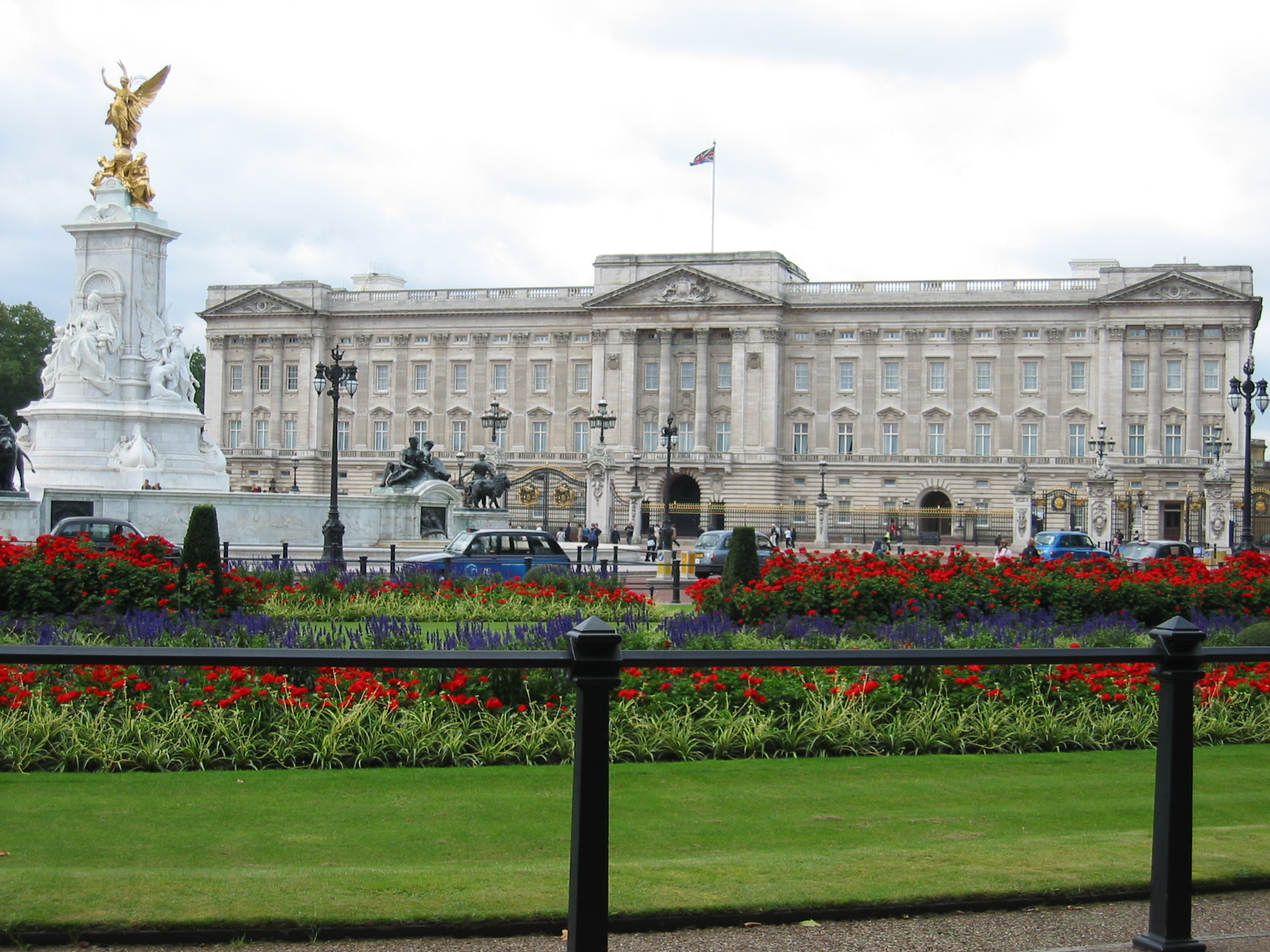
Buckingham Palace

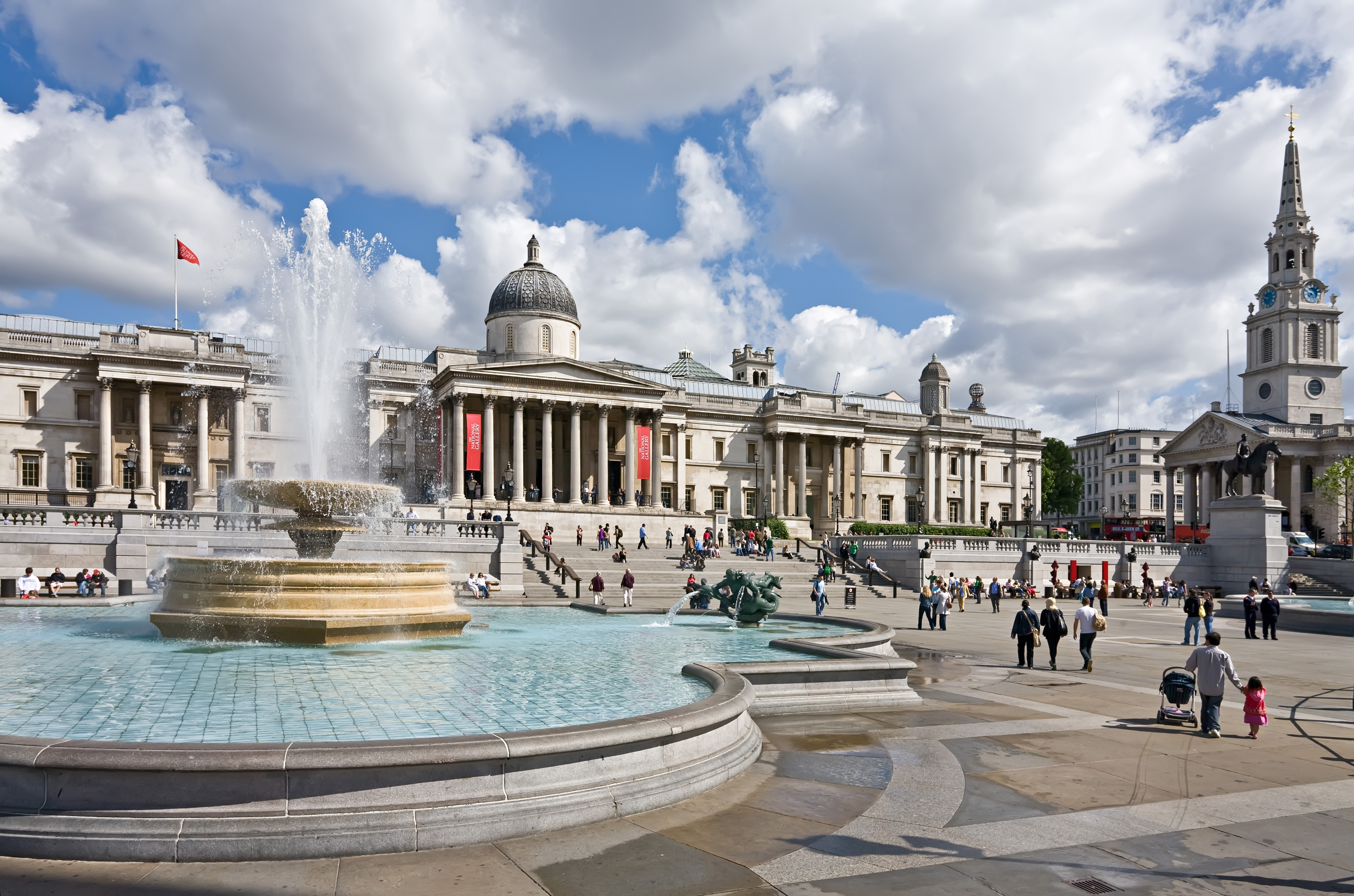
National Gallery

### Architectuur
Londen heeft niet een architectonische stijl die kenmerkend voor de stad is. Wel zijn er een aantal architecten die een stempel op de stad hebben weten te drukken.
Veel van de gebouwen in het huidige Londen zijn van na de Grote Brand. Toch zijn er nog wel gebouwen, of resten daarvan, van voor die tijd. Zo zijn er nog stukken Romeinse stadsmuur bewaard gebleven. Westminster Abbey en de Tower of London zijn ook overblijfselen van voor de Grote Brand.
De koninklijke bouwmeester Inigo Jones introduceerde het palladianisme in de stad. De bekendste gebouwen die hij ontwierp, zijn het Queen's House in Greenwich uit 1616 (zijn vroegste nog bestaande werk), en de Banqueting Hall in het Palace of Whitehall uit 1622.
Na de Grote Brand schiep Christopher Wren met de wederopbouw van St. Paul's Cathedral een monument. Behalve deze kathedraal bouwde hij nog 50 andere kerken in de stad, waarvan er omstreeks 2010 nog 23 bestaan. Ook maakte hij het monument ter herdenking van de brand, eenvoudigweg 'The Monument' geheten. Hij voerde enkele verbouwingen uit aan het Palace of Whitehall alvorens het complex afbrandde in 1698.
John Nash heeft een belangrijke architectonische bijdrage geleverd tijdens de Regencyperiode. Nash heeft onder andere Regent Street, Trafalgar Square en het Regent's Park ontworpen.
Postmodernistische wolkenkrabbers domineren de City en Canary Wharf. Norman Foster's 30 St Mary Axe is een markant kantoorgebouw in de City. Londen heeft 35 wolkenkrabbers die hoger dan 100 meter zijn. De One Canada Square (235 meter) was tot eind 2011 het hoogste gebouw van de stad, maar werd van zijn troon gestoten door The Shard (310 meter) die werd geopend op 5 juli 2012. Andere hoge gebouwen in de stad zijn 8 Canada Square, Tower 42 en Citigroup Centre, de Heron Tower en de Bishopsgate Tower.

### Parken
Londen is een stad met veel groene longen. Er zijn meer dan honderd parken, waarvan acht koninklijke. Elke buurt heeft wel een park. Ze variëren van klein tot zeer groot en van wild tot gecultiveerd. De grote parken worden zorgvuldig onderhouden.
Het bekendste park is Hyde Park. Hier worden grote evenementen als Live 8 2005 en het buitengedeelte van de Last Night of the Proms georganiseerd. Belangrijke bezienswaardigheden in het park zijn Speakers' Corner en de Prinses Diana-herdenkingsfontein.
De koninklijke parken zijn Hyde Park, Bushy Park, Green Park, Greenwich Park, Kensington Gardens, Regent's Park, Richmond Park en St. James's Park. Andere bekende parken zijn Holland Park, Alexandra Park, Battersea Park, Hampstead Heath en Kew Gardens.

### Pleinen
Londen heeft een groot aantal pleinen, waarvan Piccadilly Circus, Trafalgar Square en Leicester Square de bekendste zijn.
Piccadilly Circus is een verkeersknooppunt, ontmoetingspunt en toeristische attractie. Het plein staat bekend om zijn lichtreclames en de fontein met het beeldje van Anteros, wiens uitbeelding vaak verward wordt met Anteros' tweelingbroer Eros.
Trafalgar Square is genoemd naar de zeeslag bij Trafalgar. Op het midden van het plein staat Nelson's Column. Deze zuil is ongeveer 54 meter hoog terwijl het beeld van Nelson zelf maar 5,5 meter hoog is. Onder aan de Column zijn vier bronzen reliëfs bevestigd. Deze beelden vier van admiraal Nelsons zeeslagen uit. Verder bevinden zich er de kerk St. Martin-in-the-Fields en de National Gallery.
Leicester Square ligt in de uitgaanswijk West End en is alleen toegankelijk voor voetgangers. Op het plein staan beelden van onder meer William Shakespeare, Isaac Newton en Joshua Reynolds.

## Cultuur

### Bezienswaardigheden

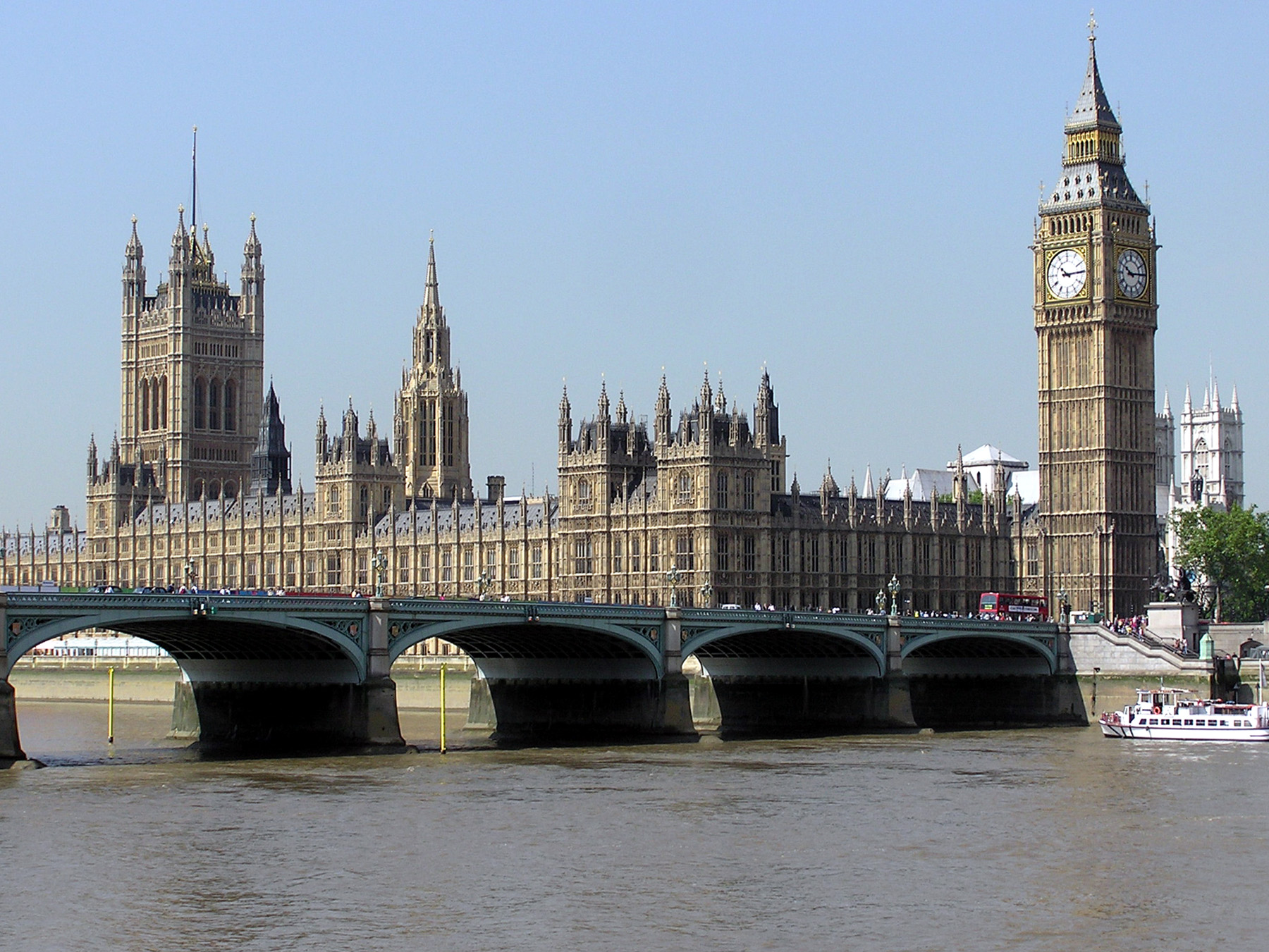
Houses of Parliament met de Big Ben

In Londen staan veel voorname gebouwen. Een icoon voor Londen is de klokkentoren van de Big Ben, onderdeel van het Palace of Westminster, ook wel bekend als Houses of Parliament.
Een historische plek is de Tower of London, die ondanks zijn naam geen toren is maar een grote vesting, waarvan de oudste delen stammen uit de elfde eeuw, niet lang na de Normandische invasie. In de geschiedenis fungeerde het bouwwerk onder meer als koninklijk paleis, maar ook als gevangenis waar tegenstanders van de kroon werden vastgehouden. Anno 2020 is het een museum, waar onder meer de Britse kroonjuwelen te bezichtigen zijn. Tower Bridge ligt naast de Tower of London, waaraan de brug ook zijn naam dankt. Dagelijks passeren meer dan 40.000 voetgangers en voertuigen deze brug. Tower Bridge is een van Londens grootste toeristenattracties.
Het paleis Buckingham Palace is de Londense residentie van koning Charles III en zijn echtgenote Camilla Parker Bowles. In de stad en de nabije omgeving bevindt zich nog een aantal andere (voormalige) koninklijke residenties, zoals Frogmore, Hampton Court Palace, Kensington Palace en Windsor Castle.
Het reuzenrad London Eye en The O2 (voorheen Millennium Dome) behoren tot de nieuwste attracties van de stad. Het eerste biedt vanaf maximaal 135 meter een panoramisch uitzicht over de stad, het tweede is een groot evenementencomplex, waar onder andere popconcerten worden gegeven.

### Musea en galerieën
- Bank of England Museum
- British Library
- British Museum
- Imperial War Museum
- Leighton House Museum
- London Transport Museum
- Madame Tussauds
- National Gallery
- National Portrait Gallery
- Natural History Museum
- Saatchi Gallery
- Science Museum
- Sherlock Holmes Museum
- Sir John Soane's Museum
- 18 Stafford Terrace
- Tate Britain
- Tate Modern
- Victoria and Albert Museum
- The Wallace Collection
- Courtauld Gallery

### Sport

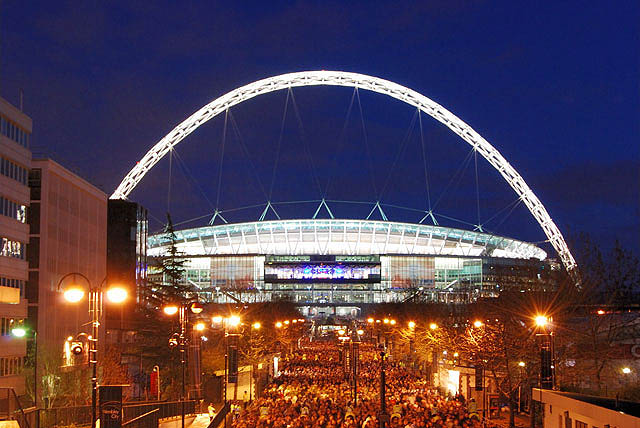
Het Wembley Stadium is het grootste overdekte voetbalstadion in Europa

In 1908, 1948 en 2012 organiseerde Londen de Olympische Zomerspelen.  Andere grote evenementen in Londen zijn het tennistoernooi Wimbledon en de Marathon van Londen. In 2007 ging de Ronde van Frankrijk in Londen van start.
De populairste sport in Londen is voetbal, zowel wat betreft beoefenaars als toeschouwers. Er zijn twaalf Londense voetbalclubs die uitkomen in de Football League, waarvan er zes in de Premier League spelen: Arsenal, Chelsea, Fulham, West Ham United, Tottenham Hotspur en Crystal Palace FC. Er zijn dan ook heel wat voetbalstadions te vinden in en rond Londen. Het moderne Wembleystadion is met een capaciteit van 90.000 personen het grootste overdekte voetbalstadion in Europa. Het stadion werd in 2007 in gebruik genomen en verving het vorige stadion dat geopend werd in 1923. Wembley is onder andere de thuishaven van het Engelse nationale voetbalelftal. Ook worden de finales van de FA Cup, de League Cup, en de Challenge Cup, een Europese Rugby Leaguecompetitie, afgewerkt in het stadion. Het op een na grootste stadion van Engeland staat eveneens in Londen: het Twickenham Stadium heeft een capaciteit van 82.000 en is het thuisstadion van het nationale Rugby union-team.
Hieronder een overzicht van de Londense clubs die ooit in de Premier League speelden en in welke jaren tot seizoen 2019/20.
| Club                   | /123 | Periode (1888-2022)                                                         |
| ---------------------- | ---- | --------------------------------------------------------------------------- |
| Arsenal FC             | 105  | 1904-1913, 1919-....                                                        |
| Chelsea FC             | 87   | 1907-1910, 1912-1924, 1930-1962, 1963-1975, 1977-1979, 1984-1988, 1989-.... |
| Tottenham Hotspur FC   | 87   | 1909-1915, 1920-1928, 1933-1935, 1950-1977, 1978-....                       |
| West Ham United FC     | 63   | 1923-1932, 1958-1978, 1981-1989, 1991-1992, 1993-2003, 2005-2011, 2012-.... |
| Fulham FC              | 27   | 1949-1952, 1959-1968, 2001-2014, 2018-2019, 2020-....                       |
| Charlton Athletic FC   | 26   | 1936-1957, 1986-1990, 1998-1999, 2000-2007                                  |
| Queens Park Rangers FC | 23   | 1968-1969, 1973-1979, 1983-1996, 2011-2013, 2014-2015                       |
| Crystal Palace FC      | 22   | 1969-1973, 1979-1981, 1989-1993, 1994-1995, 1997-1998, 2004-2005, 2013-.... |
| Wimbledon FC           | 14   | 1986-2000                                                                   |
| Brentford FC           | 6    | 1935-1939, 1946-1947, 2021-....                                             |
| Millwall FC            | 2    | 1988-1990                                                                   |
| Leyton Orient          | 1    | 1962-1963                                                                   |

### Theater en muziek

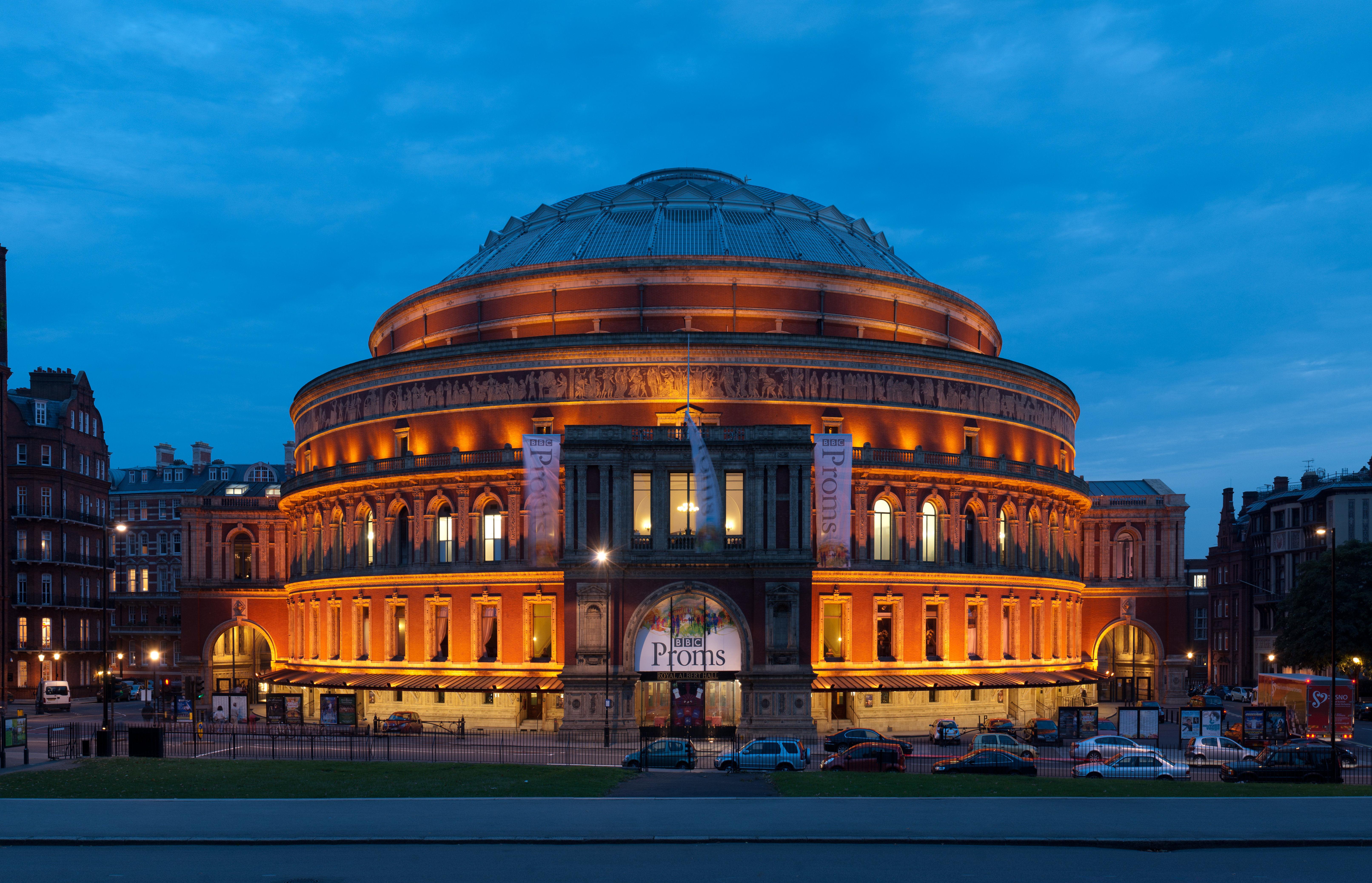
De Royal Albert Hall

Londen heeft een groot aantal theaters, met name geconcentreerd in de uitgaanswijk West End. Voorstellingen lopen in West End vaak uitzonderlijk lang; zo draaien bekende musicals als Les Misérables, The Phantom of the Opera en Cats er al meer dan twintig jaar. Het veruit langstlopende stuk is The Mousetrap. Deze voorstelling draait al onafgebroken sinds 1952. Enkele bekende theaters zijn het Globe Theatre, het New London Theatre, Old Vic, de Royal Albert Hall en het Royal Opera House. Londen is toonaangevend op het gebied van klassieke muziek en popmuziek. Met het London Symphony Orchestra en het Royal Philharmonic Orchestra heeft de stad twee orkesten van wereldklasse in huis. Grote platenmaatschappijen als Decca Records en EMI hebben Londen als thuisbasis. The Beatles namen hun grootste hits en albums op in de Abbey Road Studios.
Londense bands en muzikanten als David Bowie, The Kinks, Queen, The Rolling Stones, The Who, Madness, Gorillaz, Bloc Party en Coldplay zijn wereldwijd gerespecteerd.
Londen is de bakermat van de punkmuziek. Londense bands als Sex Pistols en The Clash hebben een belangrijke bijdrage geleverd aan dit genre.
Er zijn meerdere conservatoria verspreid over de stad: Royal Academy of Music, Royal College of Music, Guildhall School of Music and Drama, en Trinity College of Music.

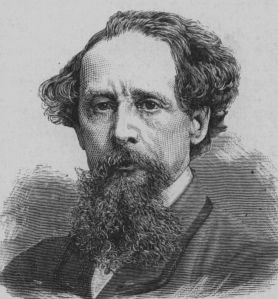
Charles Dickens (1812-1870)

### Literatuur en film

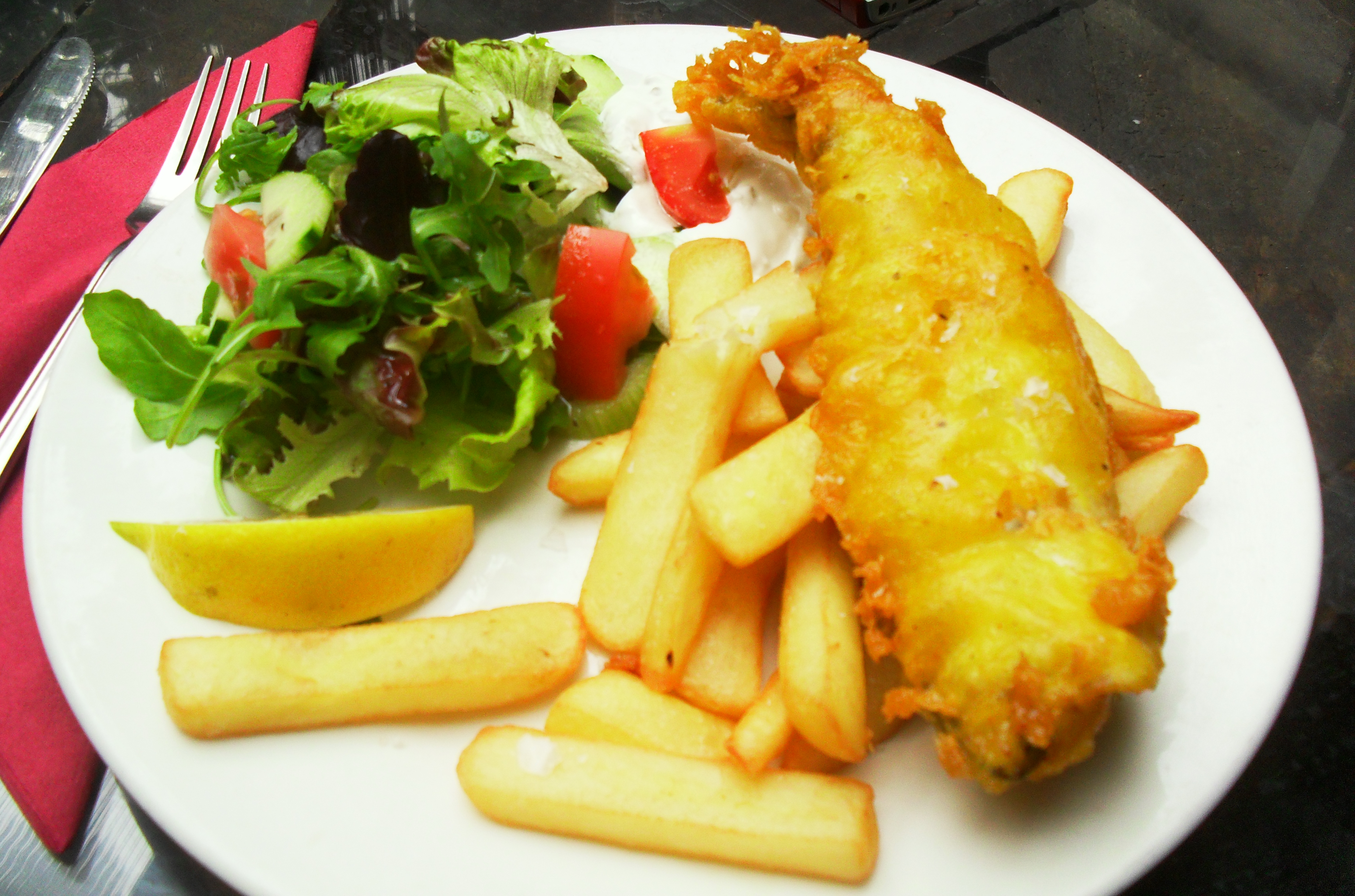
Fish and chips

### Detailhandel

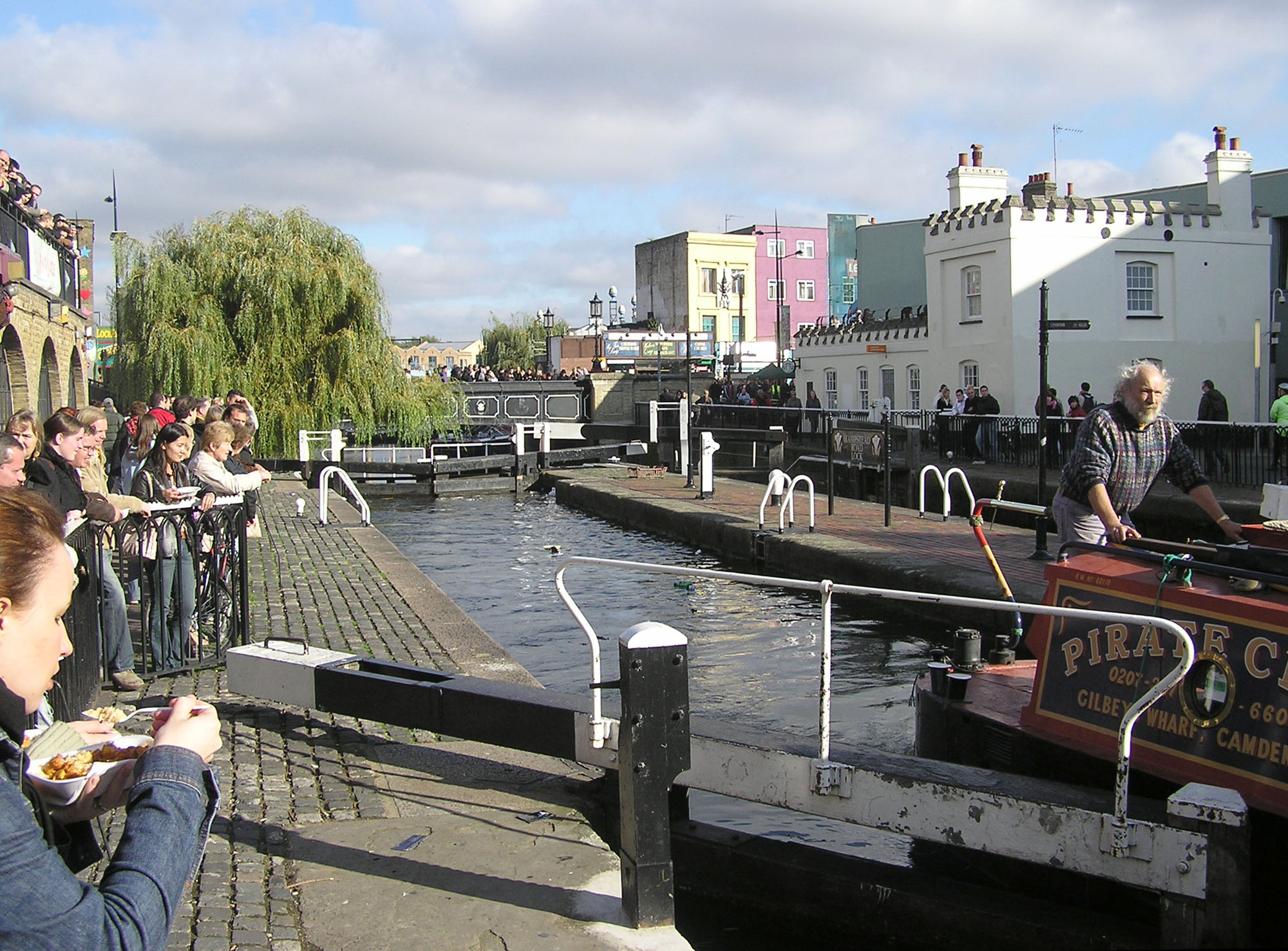
Camden Market

## Verkeer en vervoer

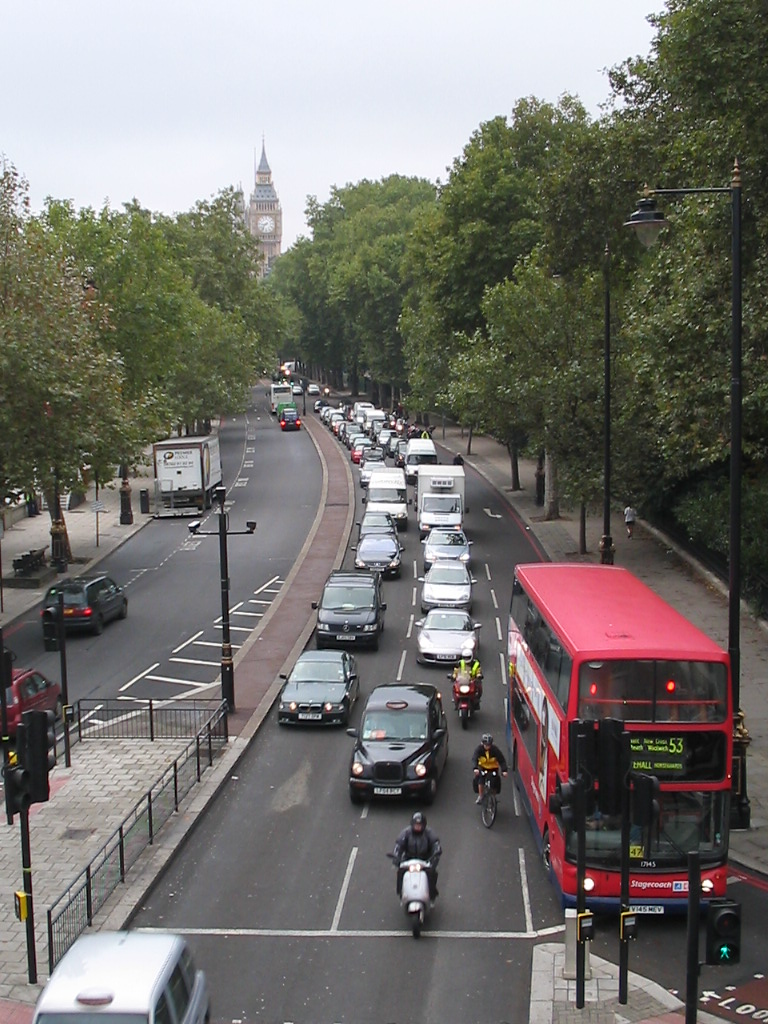
Wegverkeer in het centrum van Londen

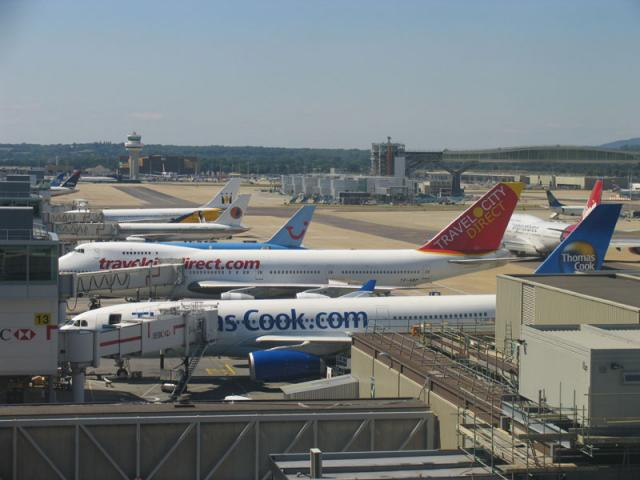
Londen Gatwick

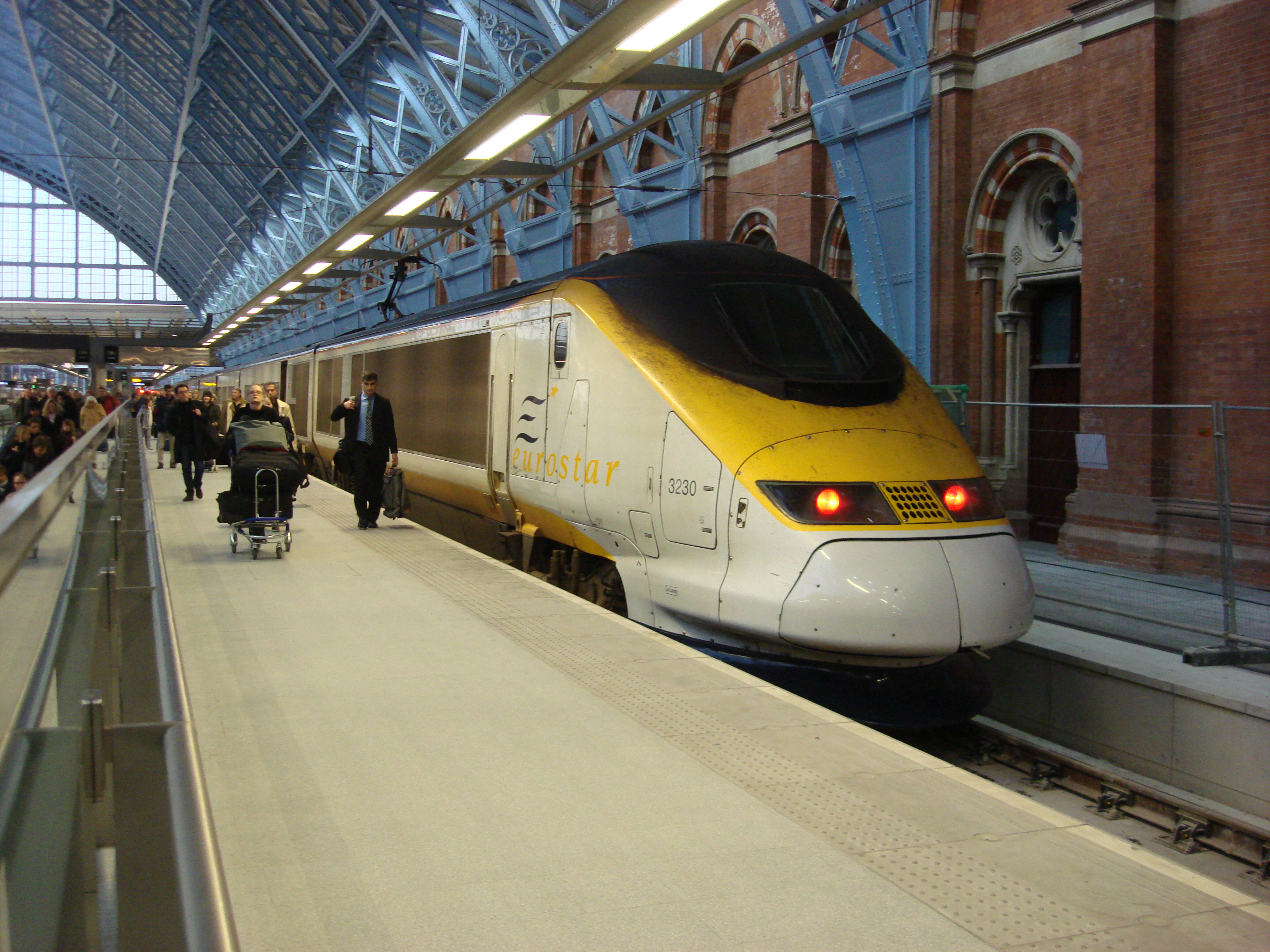
Een Eurostar-trein op St Pancras

## Onderwijs

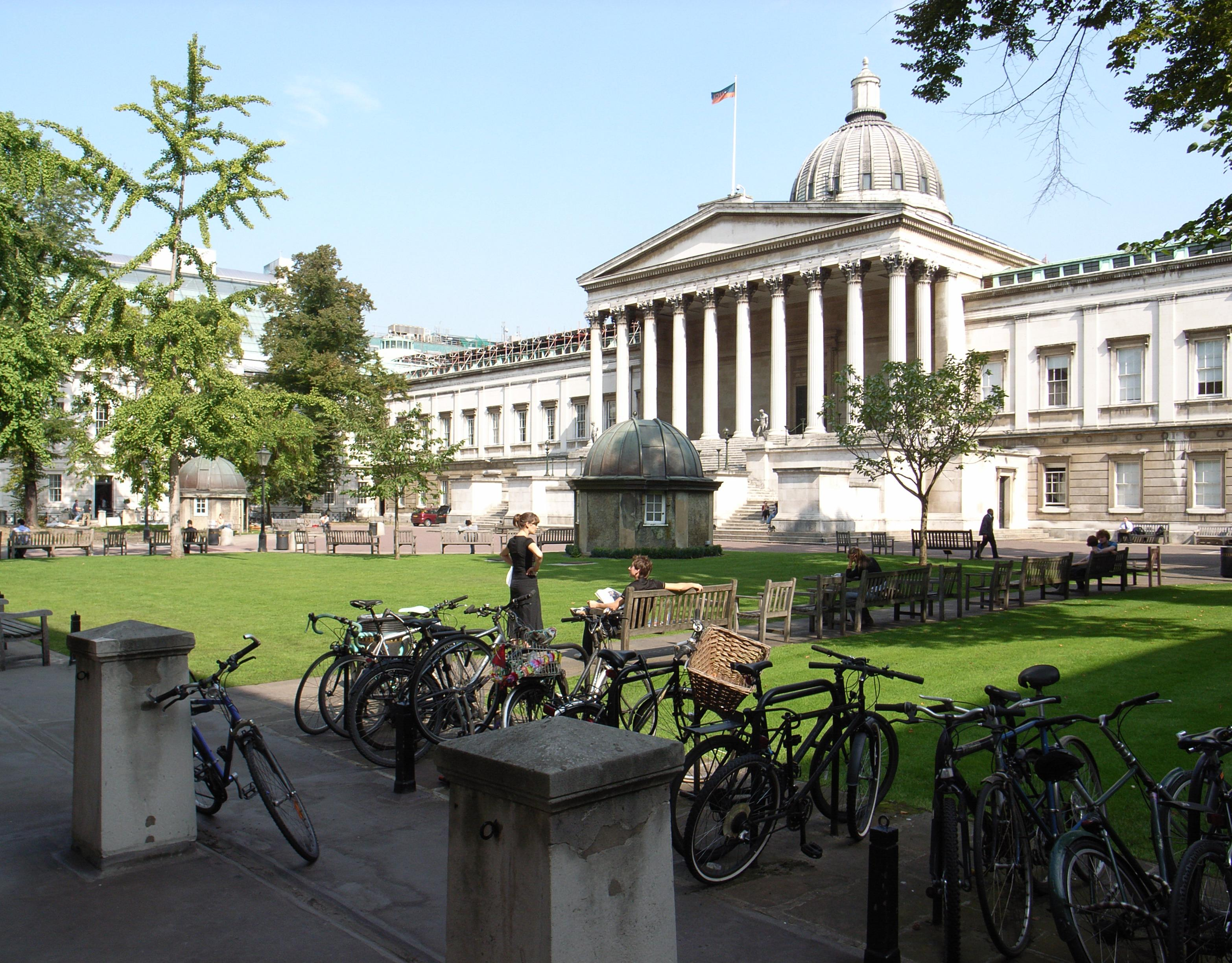
University College, onderdeel van de Universiteit van Londen

## Gezondheidszorg

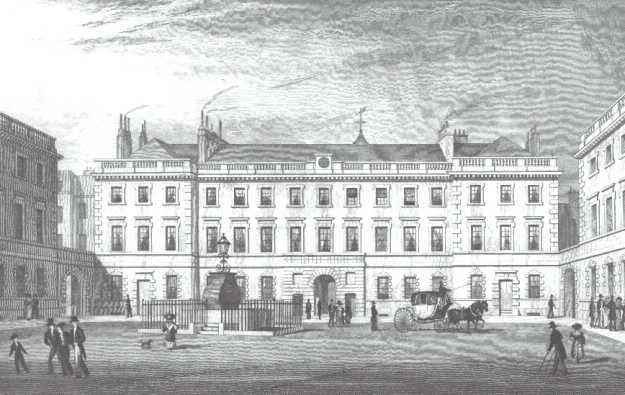
St Bartholomew's Hospital, begin 19e eeuw